# Kim Hee-sun
Kim Hee-sun (Daegu, 11 giugno 1977) è un'attrice e modella sudcoreana.

## Biografia
Kim Hee-sun intraprende la propria carriera di attrice nel 1993, partecipando in seguito a numerose pellicole e serie televisive con il ruolo di protagonista, tra cui Jagwimo (1999), Wani-wa Junha (2001), Angry Mom (2015), Pum-wi-inneun geunyeo (2017), Nine Room (2018) e Alice (2020).

## Filmografia parziale

### Cinema
- Paejabuhwaljeon, regia di Lee Kwang Hoon (1997)
- Jagwimo, regia di Lee Kwang Hoon  (1998)
- Calla (카라?, KaraLR), regia di Song Hae-sung (1999)
- Bichunmoo - L'arte del segreto celeste, regia di Young-jun Kim (2000)
- Wani-wa Junha, regia di Kim Young-gyun(2001)
- Una lettere da Marte (Hwaseongeuro gan sanai), regia di Jeong-Kwon Kim (2003)
- The Myth - Il risveglio di un eroe, regia di Stanley Tong  (2005)
- Zhan guo, regia di Chen Jin (2011)

### Televisione
- Seulpeun yeon-ga – serie TV, 20 episodi (2005)
- Smile Again – serie TV, 16 episodi (2006)
- Sin-ui (Shinui) – serie TV, 24 episodi (2012)
- Chang Jo-heun sijeol – serie TV, 50 episodi (2014)
- Angry Mom (Aenggeurimam) – serie TV, 16 episodi (2015)
- Huan Cheng – serie TV, 36 episodi (2016)
- Pum-wi-inneun geunyeo – serie TV, 20 episodi (2017)
- Nine Room (Nainrum) – serie TV, 16 episodi (2018)
- Deurama Seuteiji – serie TV, episodio 3x06 (2020)
- Alice (Aelliseu) – serie TV, 16 episodi (2020)
- Matrimonio e desideri (블랙의 신부?, Beuraeg-ui sinbuLR) – serie TV, 8 episodi (2022)
- Love in Spring  – serie TV, 16 episodi (2022)
- Tomorrow (내일?, Nae-ilLR) – serie TV, 16 episodi (2022)